# Präpulsinhibition

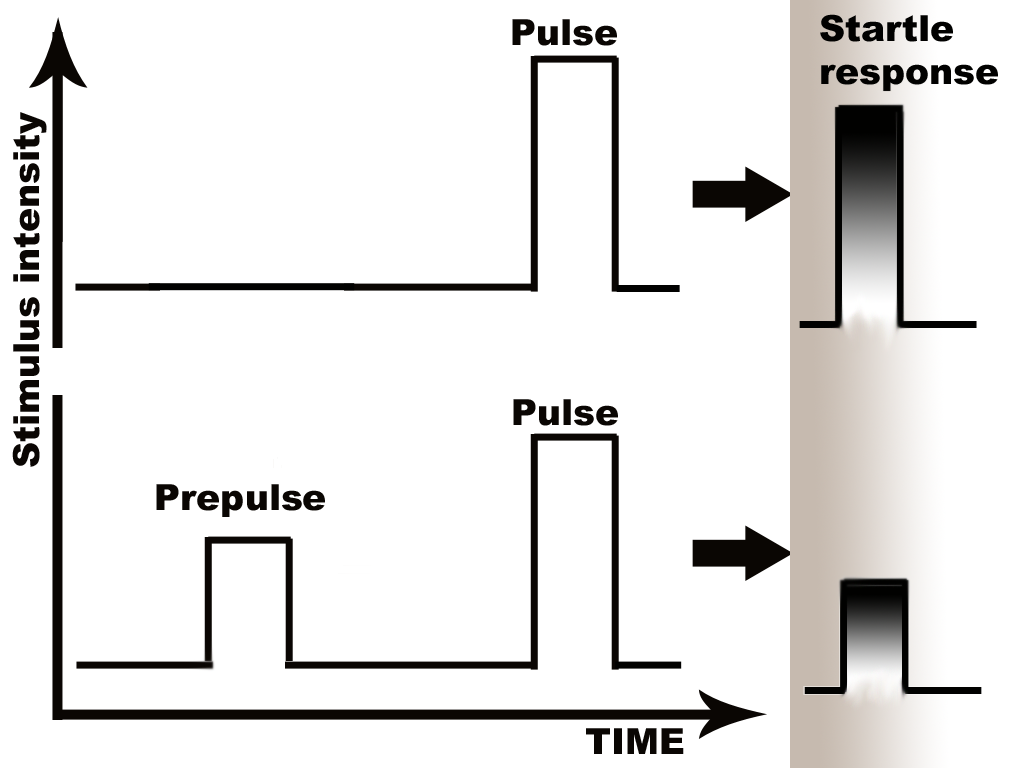
Prinzip der Präpulsinhibition: wenn einem Schreckreiz (pulse) ein Präpuls von geringerer Intensität vorausgeht, wird die Schreckreaktion (startle response) abgeschwächt

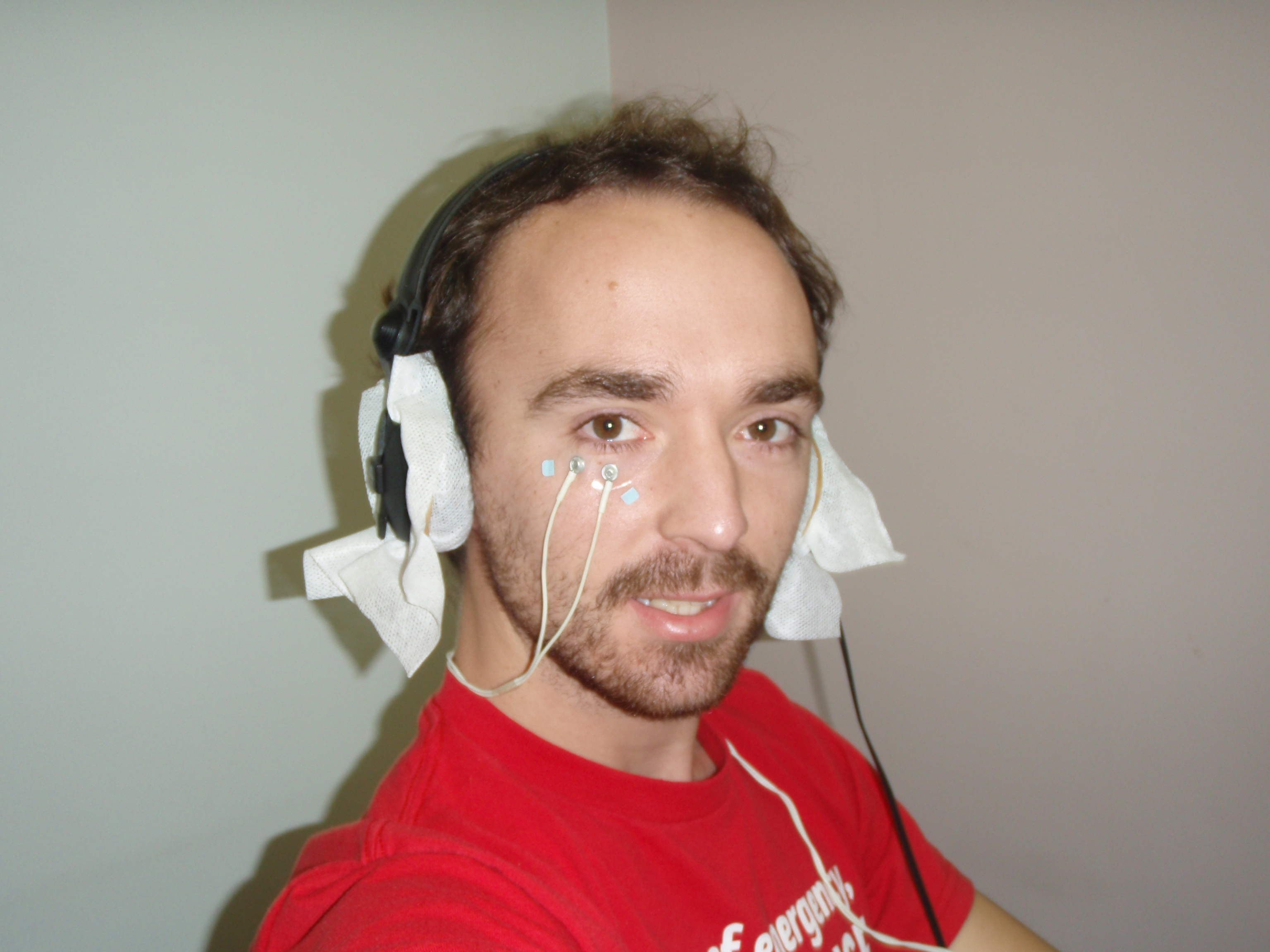
Messung der PPI mit Klebeelektroden über dem M. orbicularis oculi

Präpulsinhibition (auch PPI, engl. prepulse inhibition) bezeichnet ein physiologisches Phänomen bei Schreckreaktionen. Auf Schreckreize erfolgt gewöhnlich eine bestimmte Schreckreaktion. Wenn zuvor indes ein schwächerer Reiz („Präpuls“) auftritt, wird die Schreckreaktion auf den folgenden eigentlichen Schreckreiz abgemildert (inhibiert) und fällt geringer aus. 

## Grundlage
Die Präpulsinhibition entspricht physiologisch der Filterfunktion des gesunden Gehirns für Außenreize. Durch schwächere Reize stellt sich das Gehirn auf mögliche weitere Reize ein. Dadurch vermindert sich der Erschreckungseffekt. Einer Reizüberflutung wird damit vorgebeugt. Dieses Phänomen zeigt sich bei zahlreichen Spezies, unter anderem auch beim Menschen.

## Messung
Die Schreckreaktion in der Form dabei auftretender Muskelkontraktionen der Gesichtsmuskulatur („Schreckreflex“, engl. „startle reflex“) kann mittels Elektromyografie (EMG) gemessen werden. Üblicherweise wird zu diesem Zweck der Lidschlussreflex gemessen, die Ableitung des EMGs erfolgt am Musculus orbicularis oculi. Zum Auslösen der Schreckreaktion werden hierbei in der Regel auditive Stimuli verwendet, das heißt laute Töne. Der Präpuls ist hierbei ein kurzer und leiser akustischer Reiz, der meist nicht bewusst vom Probanden wahrgenommen wird. 
Reize in anderen Sinnesmodalitäten können auch zur Messung der Präpulsinhibition verwendet werden, kommen jedoch aus Gründen der Praktikabilität seltener zum Einsatz.

## Diagnostischer Einsatz
Die Reizfilterfunktion des gesunden Gehirns, die sich in Form der Präpulsinhibition zeigt, ist bei zahlreichen Krankheitsbildern nur eingeschränkt vorhanden. Unter anderem wird dies bei der Schizophrenie beobachtet.    
Die Messung der Präpulsinhibition kann daher zu diagnostischen Zwecken eingesetzt werden.